# Limbo (instrumento)

Limbo horizontal y limbo vertical en un teodolito.

Los limbos son círculos o discos graduados, tanto verticales como horizontales, para medir ángulos. Están divididos de 0 a 360 grados sexagesimales, o de 0 a 400 grados centesimales. En los limbos verticales se pueden ver diversas graduaciones (limbos cenitales).
Los teodolitos miden en graduación normal (sentido dextrógiro) o graduación anormal (sentido levógiro o contrario a las agujas del reloj). Se miden ángulos cenitales (distancia cenital), ángulos de pendiente (altura de horizonte) y ángulos nadirales.